# Limestone Valley
Limestone Valley är en dal i Antarktis. Den ligger i Sydorkneyöarna. Argentina och Storbritannien gör anspråk på området. Limestone Valley ligger på ön Signy.